# Geophilus polyporus
Geophilus polyporus är en mångfotingart som först beskrevs av Masatoshi Takakuwa 1942.  Geophilus polyporus ingår i släktet Geophilus och familjen storjordkrypare.
Artens utbredningsområde är Taiwan. Inga underarter finns listade i Catalogue of Life.